# 고베 시립 농업 공원

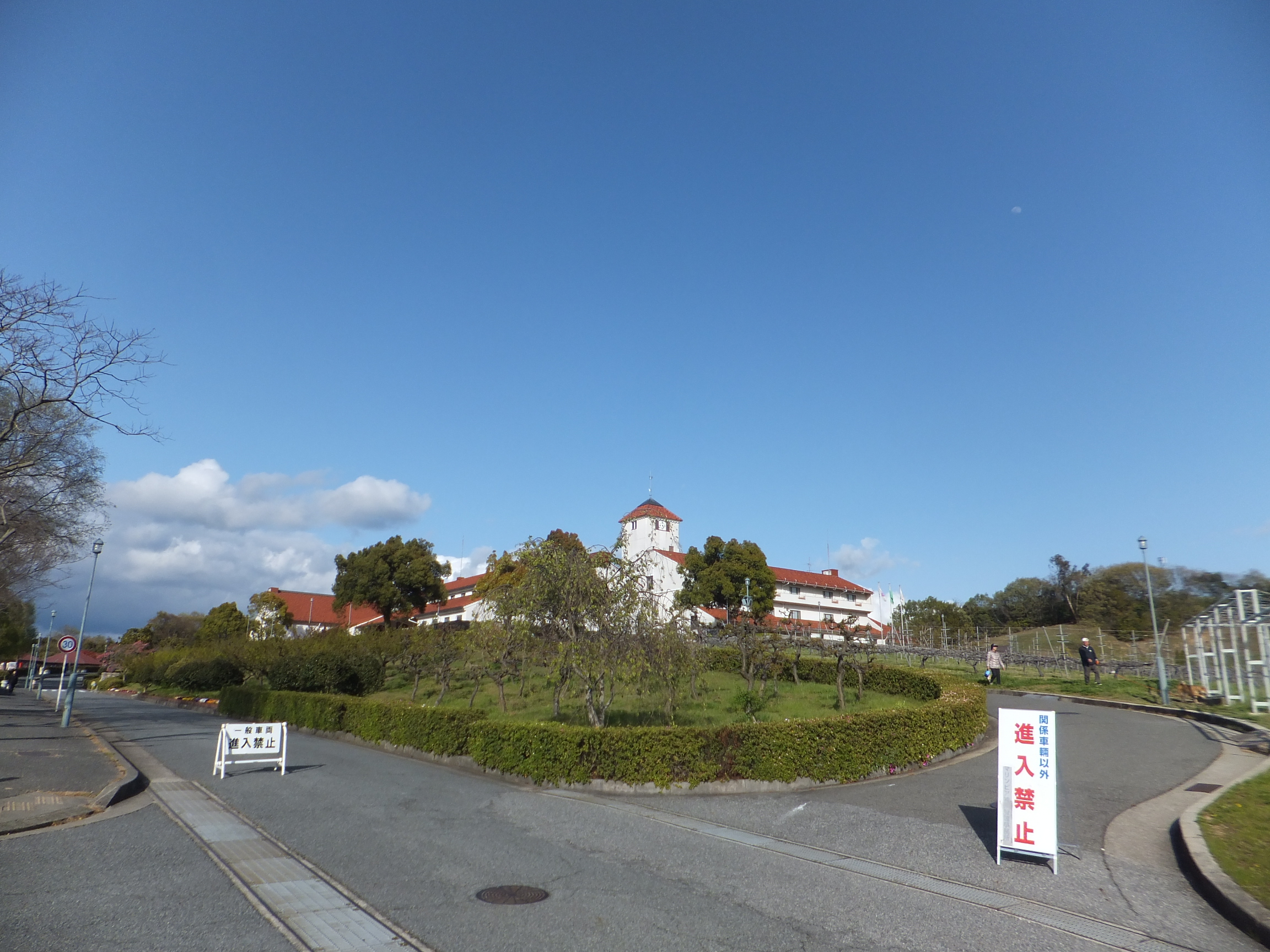
고베시립 농업 공원

고베 시립 농업 공원(일본어: 神戸市立農業公園 고베시리쓰노교코엔[*])은 일본 고베시 니시구에 있는 농업 공원이다. 고베 와이너리 농업 공원(일본어: 神戸ワイナリー農業公園) 또는 고베 와인성(일본어: 神戸ワイン城)이라는 이름으로도 잘 알려져 있다. 자금의 절반 가까이를 고베 시가 투자하고 재단법인 고베 미노리 공사가 위탁 경영을 하고 있다. 포도 재배에서 와인 양조, 또한 고베 와인의 브랜드로 일본을 포함하여 다른 나라까지 상품 판매를 하고 있으며, 레크리에이션 시설뿐만 아니라 고베 쇠고기 생산과 함께 도시의 중요한 농업 진흥 시책의 하나이다. 관련 시설로 기타구의 고베 시립 프루츠 플라워 파크를 주식회사 고베 와인이 운영하고있다. 이곳은 보다 레저성이 강한 공원 시설이다.